# Liste der Einträge im National Register of Historic Places im Navarro County
Die Liste der Registered Historic Places im Navarro County führt alle Bauwerke und historischen Stätten im texanischen Navarro County auf, die in das National Register of Historic Places aufgenommen wurden.

## Aktuelle Einträge
| Lfd. Nr. | Name im NRHP                           | Bild | Datum der Eintragung | Adresse/Lage                                                                       | Ort       | NRHP-ID  | Beschreibung |
| -------- | -------------------------------------- | ---- | -------------------- | ---------------------------------------------------------------------------------- | --------- | -------- | ------------ |
| 1        | Corsicana Commercial Historic District |      | 18. Mai 1995         | Roughly bounded by 2nd Ave., the Southern Pacific RR tracks, 7th Ave. and Main St. | Corsicana | 95000601 |              |
| 2        | Corsicana Oil Field Discovery Well     |      | 22. Aug. 1977        | 400 block S. 12th St.                                                              | Corsicana | 77001462 |              |
| 3        | Mills Place Historic District          |      | 30. Juni 1995        | Roughly bounded by W. 2nd Ave., Mills Place Dr. and W. Park Ave.                   | Corsicana | 95000800 |              |
| 4        | Navarro County Courthouse              |      | 10. Sep. 2004        | 300 W. 3rd Ave.                                                                    | Corsicana | 04000947 |              |
| 5        | Temple Beth-El                         |      | 3. Feb. 1987         | 208 S. Fifteenth St.                                                               | Corsicana | 86003687 |              |
| 6        | West Side Historic District            |      | 28. Juli 1995        | Roughly bounded by W. 3rd Ave., 15th St., W. 6th Ave. and 31st St.                 | Corsicana | 95000912 |              |